# PR-151

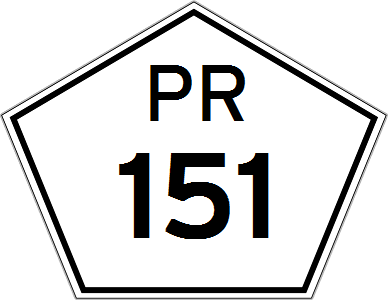
Rodovia Estadual PR-151

A Rodovia PR-151 é uma estrada pertencente ao governo do Paraná que liga as cidades de Ribeirão Claro (na divisa com o Estado de São Paulo, na altura do município de Chavantes) e São Mateus do Sul (na divisa com o Estado de Santa Catarina, na altura do município de Três Barras), cortando a região leste do Estado.

## Projeto de Duplicação
No final do ano de 2019 um projeto para a duplicação da PR-151 realizado pelo Departamento de Estradas de Rodagem do Paraná (DER/PR) prevê terceira faixa, acostamento, viadutos e passarelas. Também serão avaliadas e adequadas as pontes sobre os rios Tibaji, Rio Caniú e Rio Forquilha, além de adequações no acesso ao Aeroporto de Ponta Grossa.

## Denominações
- Rodovia Deputado João Chede, no trecho entre Ponta Grossa e Palmeira, de acordo com a Lei Estadual 7.160 de 07/06/1979.
- Rodovia Deputado Agnaldo Pereira Lima, no trecho entre Santana do Itararé e o entroncamento com a PR-422, de acordo com o Decreto Estadual n° 4.874 de 05/03/1982.
- Rodovia Prefeito João Batista Distefano, no trecho entre Palmeira e São Mateus do Sul, de acordo com a Lei Estadual 8.126 de 22/07/1985.
- Rodovia José Pereira da Silva (Pereirinha), no trecho entre Ribeirão Claro e a divisa com o Estado de São Paulo, de acordo com a Lei Estadual 8.316 de 29/05/1986.
- Rodovia Senador Flávio Carvalho Guimarães, no trecho entre Sengés e Ponta Grossa, de acordo com a Lei Estadual 8.727 de 04/01/1988.
- Rodovia Pedro Merhy Seleme, no trecho entre São Mateus do Sul e a divisa com o Estado de Santa Catarina, de acordo com a Lei Estadual 10.439 de 30/08/1993.
- Rodovia Prefeito José Alves Pereira, no trecho entre Ribeirão Claro e Santana do Itararé, de acordo com a Lei Estadual 12.452 de 13/01/1999.

## Trechos da Rodovia
A rodovia possui uma extensão total de aproximadamente 467,9 km, podendo ser dividida em 26 trechos, conforme listados a seguir:
| Ponto de referência                                 | Extensão do trecho | Extensão acumulada | Situação        |
| --------------------------------------------------- | ------------------ | ------------------ | --------------- |
| Divisa PR/SP (Chavantes)                            | ---                | 0 km               | ---             |
| Entroncamento PR-431 (Ribeirão Claro)               | 13 km              | 13 km              | Pavimentado     |
| Entroncamento PR-218 (A) (Carlópolis)               | 35,2 km            | 48,2 km            | Pavimentado     |
| Entroncamento PR-218 (B)                            | 4,3 km             | 52,5 km            | Pavimentado     |
| Entroncamento PR-424 (Salto do Itararé)             | 29,2 km            | 81,7 km            | Não pavimentado |
| Entroncamento PRT-272 (A)                           | 20,6 km            | 102,3 km           | Não pavimentado |
| Entroncamento PRT-272 (B) (Santana do Itararé)      | 4,5 km             | 106,8 km           | Pavimentado     |
| Entroncamento PR-422 (A)                            | 19,9 km            | 126,7 km           | Pavimentado     |
| Entroncamento PR-422 (B) (São José da Boa Vista)    | 11,1 km            | 137,8 km           | Pavimentado     |
| Entroncamento PR-239 (Sengés)                       | 33,2 km            | 171,0 km           | Não pavimentado |
| Entroncamento PR-239 (B)                            | 9,8 km             | 180,8 km           | Pavimentado     |
| Entroncamento PR-092 (A)                            | 23,3 km            | 204,1 km           | Pavimentado     |
| Entroncamento PR-092 (B) (Jaguariaíva)              | 7,2 km             | 211,3 km           | Pavimentado     |
| Início da pista duplicada                           | 27,0 km            | 238,3 km           | Pavimentado     |
| Entroncamento PR-090 (A) (Piraí do Sul)             | 17,55 km           | 255,85 km          | Duplicado       |
| Entroncamento PR-090 (B)                            | 1,2 km             | 257,05 km          | Duplicado       |
| Entroncamento PR-340 (Castro)                       | 26,4 km            | 283,45 km          | Duplicado       |
| Acesso a Carambeí                                   | 21,85 km           | 305,3 km           | Duplicado       |
| Entroncamento BR-373/BR-487 (Ponta Grossa)          | 9,9 km             | 315,2 km           | Duplicado       |
| Início de trecho municipal (dentro de Ponta Grossa) | 5,5 km             | 320,7 km           | Pavimentado     |
| Entroncamento PR-438                                | 6,8 km             | 327,5 km           | Pavimentado     |
| Palmeira                                            | 31,3 km            | 358,8 km           | Pavimentado     |
| Entroncamento BR-277                                | 2,6 km             | 361,4 km           | Pavimentado     |
| São João do Triunfo                                 | 47,4 km            | 408,8 km           | Pavimentado     |
| Entroncamento BR-476 (A) (São Mateus do Sul)        | 27,9 km            | 436,7 km           | Pavimentado     |
| Entroncamento BR-476 (B)                            | 4,1 km             | 440,8 km           | Pavimentado     |
| Divisa PR/SC (Três Barras)                          | 27,1 km            | 467,9 km           | Pavimentado     |

Extensão pavimentada: 384,9 km (82,26%)
Extensão duplicada: 76,9 km (16,44%)

## Municípios atravessados pela rodovia
- Chavantes (continuação na SP-276)
- Ribeirão Claro
- Carlópolis
- Siqueira Campos
- Salto do Itararé
- Santana do Itararé
- São José da Boa Vista
- Sengés
- Piraí do Sul
- Castro
- Carambeí
- Ponta Grossa
- Palmeira
- São João do Triunfo
- São Mateus do Sul
- Três Barras (continuação na BR-290)